# 曹喜
曹喜（？—？），字仲則，扶風平陵人。東漢書法家。

## 生平
漢章帝建初中為秘書郎。善小篆，與李斯不相上下，衛恆曰：“喜善篆，小異於李斯。”蔡邕曰：“扶風曹喜，建初稱善。”。唐玄度稱其“工篆隸著名，尤善懸針垂露之法，後世行之”。